# Marko Arnautović
Marko Arnautović (Vienna, 19 aprile 1989) è un calciatore austriaco, attaccante della Stella Rossa e della nazionale austriaca.
Dopo gli inizi tra Austria e Paesi Bassi, nel 2009 si è trasferito all'Inter, con cui ha vinto un campionato italiano (2009-2010), una Coppa Italia (2009-2010) e una UEFA Champions League (2009-2010), pur da comprimario. L'anno successivo è passato al Werder Brema e nel 2013 si è trasferito in Inghilterra, dove si è affermato tra Stoke City e West Ham Utd. Dopo una breve parentesi allo Shanghai SIPG, nel 2021 è tornato in Italia per giocare con il Bologna. Nel 2023 ha fatto ritorno all'Inter, con cui ha vinto una Supercoppa italiana (2023) e un altro campionato (2023-2024).
Con la nazionale austriaca, con cui ha debuttato nel 2008, ha partecipato a tre edizioni del campionato europeo (2016, 2021 e 2024). È il giocatore con più presenze nella storia della sua nazionale, avendo giocato 125 partite, e il secondo miglior marcatore, avendo realizzato 41 gol (dietro solo ad Anton Polster con 44 reti).

## Biografia
Di padre serbo e madre austriaca, Arnautović è nato nel distretto viennese di Floridsdorf. Ha un fratello di nome Danijel, che è anche il suo agente, ed è sposato con Sarah, dalla quale ha avuto due figlie, Emilia e Alicia.

## Caratteristiche tecniche
Alto e dotato di notevole fisicità, è una punta duttile tatticamente. Abile sia col piede destro che col sinistro, può ricoprire anche la posizione di ala, avendo grande agilità, buone capacità nel saltare l'uomo e un repertorio tecnico nel quale rientra anche il cosiddetto elastico. Può essere anche schierato come centravanti, ruolo nel quale è in grado di difendere il pallone grazie alla sua forza fisica, oltre a far salire la squadra e colpire di testa.

## Carriera

### Club

#### Gli inizi
Ha iniziato a giocare nel Floridsdorfer, la squadra del distretto viennese in cui è nato. Comincia quindi la trafila delle giovanili che lo porta a militare nei settori giovanili di Austria Vienna, First Vienna e Rapid Vienna, prima del rientro al Floridsdorfer.

#### Twente

##### 2006-2008: esordio in prima squadra

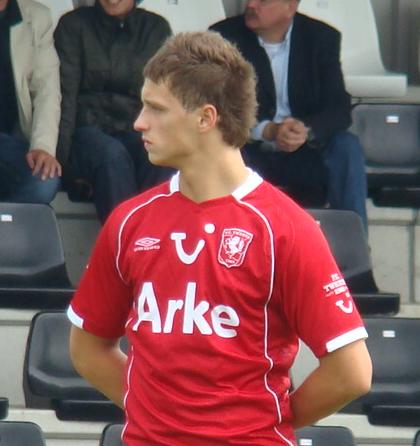
Arnautović con la maglia del nell'estate del 2008.

Nel 2006, diciassettenne, viene acquistato dal Twente. Nella stagione 2006-2007 con la squadra allievi realizza 18 reti, mentre nella stagione successiva ne mette a referto 21 in 24 partite con la seconda squadra. Debutta in prima squadra in Eredivisie il 14 aprile 2007, sostituendo lo svedese Kennedy Bakırcıoğlu al 76' del match perso 2-0 contro il PSV; colleziona la seconda e ultima presenza stagionale entrando in campo al 79' contro il NAC Breda, alla 34ª giornata di campionato. Nell'annata seguente viene utilizzato maggiormente e totalizza 14 presenze in campionato, di cui però solo una da titolare, contro il De Graafschap.
Il 4 ottobre 2007 entra in campo al 111' al posto di Youssouf Hersi e contribuisce alla vittoria in rimonta del Twente contro gli spagnoli del Getafe nel 1º turno della Coppa UEFA 2007-2008; nonostante la vittoria per 3-2, il Getafe si qualifica al turno successivo grazie alla regola dei gol fuori casa.

##### 2008-2009
Nel mese di luglio del 2008, il Feyenoord lo cerca insistentemente, offrendo 6,5 milioni di euro, ma il giovane preferisce rinnovare il contratto con la squadra di Enschede, allenata dall'inglese Steve McClaren. Nella stagione seguente, complice l'infortunio patito in estate dallo svizzero Blaise Nkufo, Arnautović guadagna la maglia di centravanti titolare nell'undici di partenza. A seguire, con il rientro di Nkufo, viene utilizzato costantemente come ala destra nel tridente offensivo del Twente, completato sulla sinistra da Eljero Elia. Il 13 agosto 2008 gioca da titolare la partita di andata del terzo turno di qualificazione alla Champions League persa per 2-0 in casa contro l'Arsenal. A causa di uno stiramento agli adduttori salta la partita di ritorno, finita sul risultato di 4-0 per gli inglesi. Il 18 settembre gioca da titolare nella partita di andata del primo turno di Coppa UEFA persa per 2-1 in Francia contro il Rennes. Vincendo 1-0 al ritorno gli olandesi si qualificano alla fase a gironi eliminatori. Arnautović entra in campo all'85' al posto di Romano Denneboom in occasione della prima giornata del girone, vinta per 1-0 contro il Racing Santander. Schierato da titolare nella partita successiva, in cui il Twente perde 3-2 contro il Manchester City all'Etihad Stadium, l'austriaco deve uscire per infortunio durante il primo tempo, sostituito da Stein Huysegems. Il Twente arriva al secondo posto nel girone dopo la squadra inglese.
Fa il suo debutto stagionale in campionato alla quinta giornata, subentrando nel secondo tempo a Cheik Tioté in occasione della sconfitta per 3-0 in casa dell'Utrecht. Il 18 ottobre 2008, nella partita successiva, vinta per 2-0 contro l'Heracles Almelo, entra in campo al 66' e realizza il suo primo gol con la maglia del Twente che porta in vantaggio la squadra di Enschede. Da quel momento nel corso della stagione viene schierato sempre da titolare da Steve McClaren. Il 26 ottobre mette a segno la sua prima doppietta, che permette al Twente di vincere per 2-0 in casa del Vitesse. Torna a segnare il 22 novembre, in occasione della 12ª giornata di campionato, e si ripete nelle tre partite successive, che vedono il Twente sempre vittorioso. Il 19 febbraio 2009 realizza il gol che permette al Twente di vincere per 1-0 nella partita di andata dei sedicesimi di finale di Coppa UEFA vinta contro il Olympique Marsiglia allo Stadio Vélodrome. Al ritorno i francesi ottengono la qualificazione al turno successivo ai calci di rigore. Arnautović è uno dei tiratori e riesce a battere Steve Mandanda dal dischetto.
Termina la stagione avendo messo a referto 12 reti in 28 presenze di Eredivisie. Nell'ultima partita giocata con il Twente, la finale di Coppa d'Olanda persa ai rigori contro l'Heerenveen, Arnautović si procura una "frattura da stress al piede destro".

#### Inter
Dopo una trattativa complicata dal problema fisico pregresso, che fa saltare anche il trasferimento di Arnautović al Chelsea per 12 milioni di euro, il 6 agosto 2009 viene ufficializzato il suo prestito con diritto di riscatto all'Inter: il riscatto è legato al suo completo recupero dall'infortunio. Va a vestire la maglia numero 89, come il suo anno di nascita. A causa dell'infortunio Arnautović non partecipa agli allenamenti nel precampionato e salta la parte iniziale della stagione.
Il debutto sia in Serie A che con la maglia nerazzurra avviene il 6 gennaio 2010 nella partita vinta dall'Inter per 1-0 sul campo del Chievo, quando sostituisce Mario Balotelli negli ultimi 3 minuti del match.
Il 10 gennaio successivo, gioca tutto il secondo tempo della partita Inter-Siena, subentrando all'infortunato Dejan Stanković, e contribuisce alla rimonta nerazzurra negli ultimi minuti da 2-3 a 4-3. Il 24 aprile gioca la sua terza e ultima partita con la maglia dell'Inter nel match contro l'Atalanta subentrando a Diego Milito al 35' del secondo tempo. Nelle ultime partite della stagione continua a non essere preso in considerazione dall'allenatore José Mourinho e siede spesso in panchina senza mai entrare in campo. Al tempo viene ritenuto un giocatore immaturo e poco professionista nonostante il talento: lo stesso Arnautović successivamente dichiarerà di aver patito, a soli 20 anni, il passaggio dalla città di Enschede (in una regione periferica e con pochi svaghi) alla vita mondana milanese. Pur da comprimario, nell'annata a Milano si fregia del treble composto da Coppa Italia, Scudetto e UEFA Champions League, nonostante la disputa di sole tre partite in campionato e nessuna nelle altre competizioni. Ha comunque dichiarato che l'esperienza in nerazzurro è stata positiva dal punto di vista agonistico e umano, permettendogli di crescere molto sul piano personale.

#### Werder Brema

##### 2010-2011

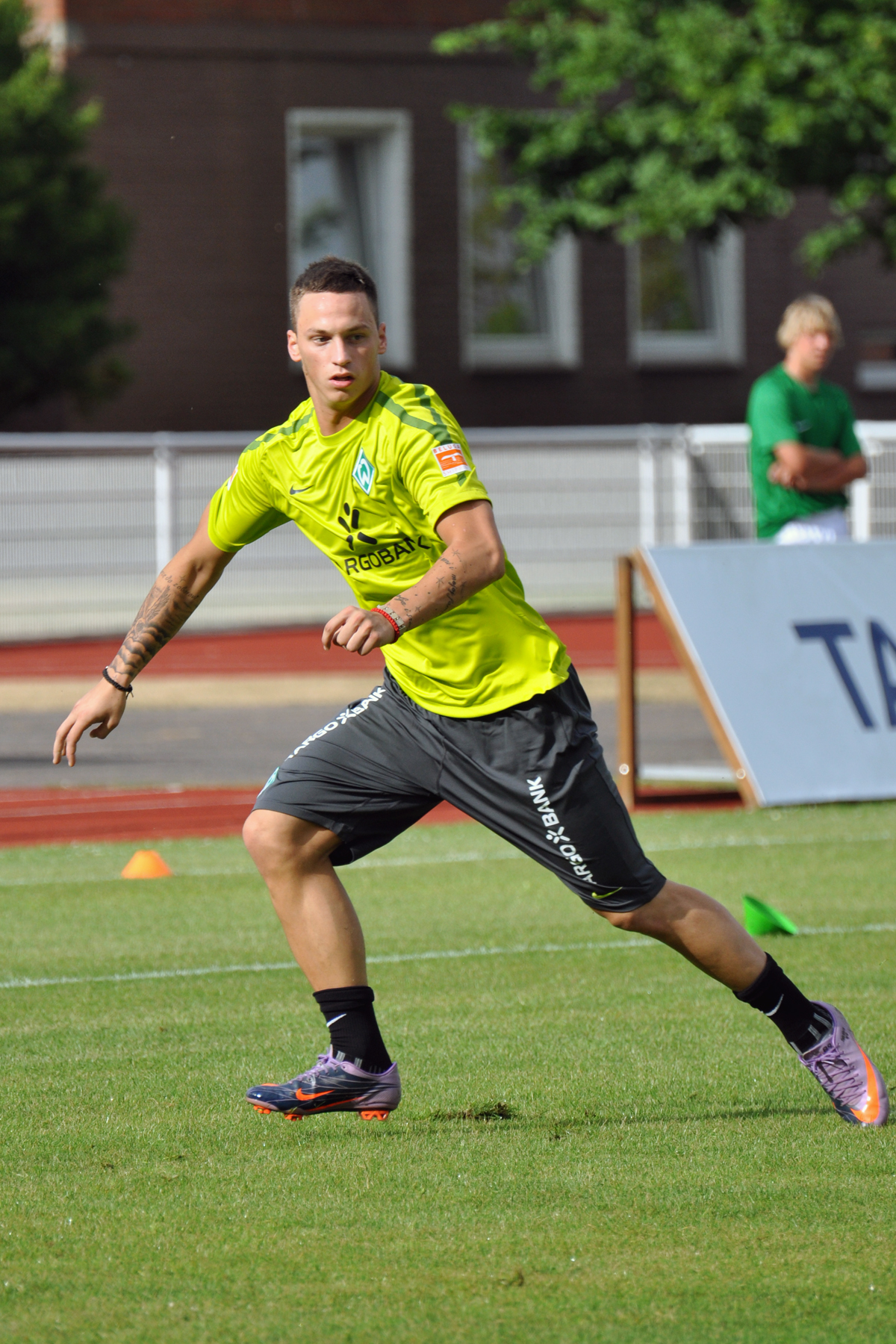
Arnautović in allenamento con il nel 2010.

Il 4 giugno 2010 il Twente, dopo essere venuto al corrente delle intenzioni dell'Inter di non riscattare il giocatore, decide di vendere l'attaccante austriaco al Werder Brema a titolo definitivo per 6,2 milioni di euro e con un contratto valido fino al 30 giugno 2014. Trascorsi pochi giorni dal suo arrivo in Germania, Arnautović riceve delle critiche per il suo comportamento, prima dal capitano Torsten Frings, poi dal direttore tecnico dei tedeschi, Klaus Allofs. Sceglie di vestire la maglia numero 7 e fa il suo esordio con il Werder Brema il 18 agosto nella partita di andata dei preliminari di Champions League contro la Sampdoria vinta per 3-1 dai tedeschi. Il 28 agosto nella partita contro il Colonia realizza il primo gol e la sua prima doppietta in Bundesliga. In Champions League viene sorteggiato nel girone A contro le sue due ex-squadre: Twente ed Inter, e il 20 ottobre realizza la sua prima rete in questa competizione nella partita Twente-Werder Brema terminata sul risultato di 1-1.
Il 7 dicembre successivo va in gol contro la sua altra ex squadra, segnando la rete del 2-0 nella partita Werder Brema-Inter (3-0), tuttavia il Werder Brema termina il girone in ultima posizione. Nel resto della stagione si fa notare più per i continui richiami disciplinari che per le prestazioni in campo e la dirigenza del Werder si lamenta più volte per il suo comportamento. Il 6 maggio 2011 viene escluso dalla lista dei convocati per la partita contro il Borussia Dortmund poiché la notte precedente si trovava in un nightclub. Torna a segnare solo nell'ultima partita del campionato, in casa del Kaiserslautern, ma il suo gol non serve ad evitare la sconfitta per 3-2. Termina la sua prima stagione in Germania con 34 partite giocate e 5 gol segnati, molto al di sotto delle aspettative, tanto da essere eletto dalla Bild come 'il secondo flop più costoso nella storia del Werder'.

##### 2011-2012
La stagione 2011-2012 inizia con l'eliminazione della squadra anseatica dalla Coppa di Germania in virtù della sconfitta per 2-1 al 1º turno contro l'Heidenheim, squadra della 3. Liga. Nella partita, giocata il 30 luglio 2011, Arnautović entra nel secondo tempo al posto di Lennart Thy. La prima rete in campionato arriva il 20 agosto, in occasione della terza giornata di campionato, quando l'austriaco segna il gol del 3-2 nella vittoria per 5-3, contro il Friburgo. Si ripete la settimana successiva nella vittoria esterna per 1-2 contro l'Hoffenheim. Il rendimento di Arnautović è migliore di quello della stagione precedente, infatti viene elogiato per l'impegno e per la professionalità dimostrata, oltre che per il suo autocontrollo. Il 2 ottobre realizza una rete nel derby perso per 3-2 alla AWD-Arena contro l'Hannover 96. Nella stessa partita riceve la prima espulsione in carriera con una squadra di club e successivamente viene squalificato per tre giornate. Torna in campo il 5 novembre, giocando da titolare in campionato al Weserstadion contro il Colonia (3-2). L'11 febbraio del 2012 segna la rete del pareggio al 90' della 21ª giornata di campionato, terminata sul risultato di 1-1 al Weserstadion contro l'Hoffenheim. Si ripete il 18 febbraio, realizzando il terzo gol della sua squadra nel derby vinto per 3-1 in casa dell'Amburgo.
L'8 marzo, mentre gioca nel giardino di casa con il proprio cane, riporta una lesione ai legamenti del ginocchio: l'articolazione rimane bloccata nell'erba girandosi in modo innaturale, causando così il trauma. Torna in campo sei settimane dopo, il 21 aprile subentrando al compagno Florian Trinks al minuto 68 nella sconfitta interna per 1-2 contro il Bayern Monaco. Il Werder termina la stagione con la nona posizione in classifica, Arnautović gioca 20 partite segnando 6 gol.

##### 2012-2013
Nella nuova stagione realizza il suo primo gol stagionale nella vittoria per 4-0 sul Borussia M'gladbach del 20 ottobre 2012. Il 2 dicembre ha realizzato la sua prima tripletta con la maglia del Werder nella vittoria esterna per 4-1 in casa dell'Hoffenheim, con anche una rete su calcio di punizione. Nella rimanente parte di stagione, realizza soltanto un altro gol, in casa del Wolfsburg (1-1). Il 29 marzo è protagonista di una rissa durante l'allenamento con il compagno Sōkratīs Papastathopoulos. I due vengono divisi dall'allenatore Thomas Schaaf e da alcuni compagni.
Nel mese di aprile Arnautović viene fermato dalla polizia alle 3 di notte per eccesso di velocità, mentre è alla guida della sua auto insieme al compagno di squadra Eljero Elia, viaggiando a 52 km/h sopra il limite di velocità. Per questo motivo la dirigenza mette entrambi i giocatori fuori squadra fino al termine della stagione. L'attaccante austriaco salta così le ultime quattro partite di Bundesliga, con il Werder Brema che arriva al quattordicesimo posto.
Ritorna in campo nella stagione successiva, subentrando nel secondo tempo della partita contro il Saarbrücken, valida per il primo turno di Coppa di Germania. Il Saarbrücken, che milita in 3. Liga, ottiene una vittoria per 3-1 ai tempi supplementari, eliminando così il Werder. In panchina nelle prime due giornate di campionato, Arnautović è in campo contro il 23 agosto contro il Borussia Dortmund e il 31 agosto contro il Borussia Mönchengladbach, collezionando le sue ultime presenze prima del trasferimento in Inghilterra.

#### Stoke City
Il 2 settembre 2013 viene acquistato dallo Stoke City per 2,8 milioni di euro. Debutta in Premier League il 14 settembre nello 0-0 contro il Manchester City subentrando al compagno Charlie Adam al minuto 70. Segna il suo primo gol in campionato il 26 ottobre nella sconfitta per 3-2 contro il Manchester Utd segnando il secondo gol del momentaneo 1-2, realizzando su calcio di punizione. Tre giorni dopo segna il terzo gol della sua squadra nel 4-4 di Coppa di Lega contro il Birmingham City. Conclude la sua prima stagione inglese con 30 presenze e 4 gol, mentre la squadra raggiunge il nono posto in classifica.
La stagione 2014-2015 è negativa per Arnautović, che è spesso fuori dall'undici titolare. Il primo e unico gol in campionato arriva l'11 aprile 2015 in casa del West Ham Utd (1-1), alla trentaduesima giornata di Premier League. Nelle successive sei partite di campionato gioca con più continuità, servendo anche due assist nel 6-1 inflitto al Liverpool, con cui i "Potters" terminano il campionato ancora una volta in nona posizione.
La stagione 2015-2016 è una svolta per il giocatore austriaco, che forma un tridente offensivo con Bojan Krkić (anche lui di origini serbe) ed il neoacquisto Xherdan Shaqiri. Si mette in mostra per l'impegno in allenamento e in campo, dove si rende partecipe anche con ripiegamenti difensivi, partecipando all'azione su tutta la fascia di competenza per poi accentrarsi in zona gol.
Il 15 agosto segna al debutto contro il Tottenham nel 2-2 a White Hart Lane. Il 3 ottobre realizza il gol decisivo nello 0-1 contro l'Aston Villa. Si ripete il 7 novembre nella prestigiosa vittoria per 1-0 contro il Chelsea, questo risultato sarà determinante per l'esonero di José Mourinho, suo allenatore ai tempi dell'Inter. Tre partite dopo mette a segno la doppietta con cui i "Potters" battono per 2-0 il Manchester City. Il 26 dicembre, giorno del tradizionale Boxing Day di Premier League, Arnautović va in gol anche contro il Manchester Utd nella vittoria per 2-0 della sua squadra. Il 28 dicembre, chiude il 2015 procurandosi e realizzando un calcio di rigore al 90', decisivo per il 3-4 in casa dell'Everton. Grazie a queste reti supera, soltanto in metà stagione, il numero dei suoi gol precedentemente realizzati allo Stoke City.
Il 27 febbraio 2016 realizza una doppietta con cui lo Stoke City vince per 2-1 contro l'Aston Villa. Termina il campionato con 34 presenze, 11 reti e 7 assist, diventando il miglior realizzatore stagionale della sua squadra, che arriva al nono posto in classifica. Inoltre colleziona 6 presenze e un gol in Coppa di Lega. Il 27 luglio prolunga il contratto con lo Stoke City fino al 2020.

#### West Ham Utd

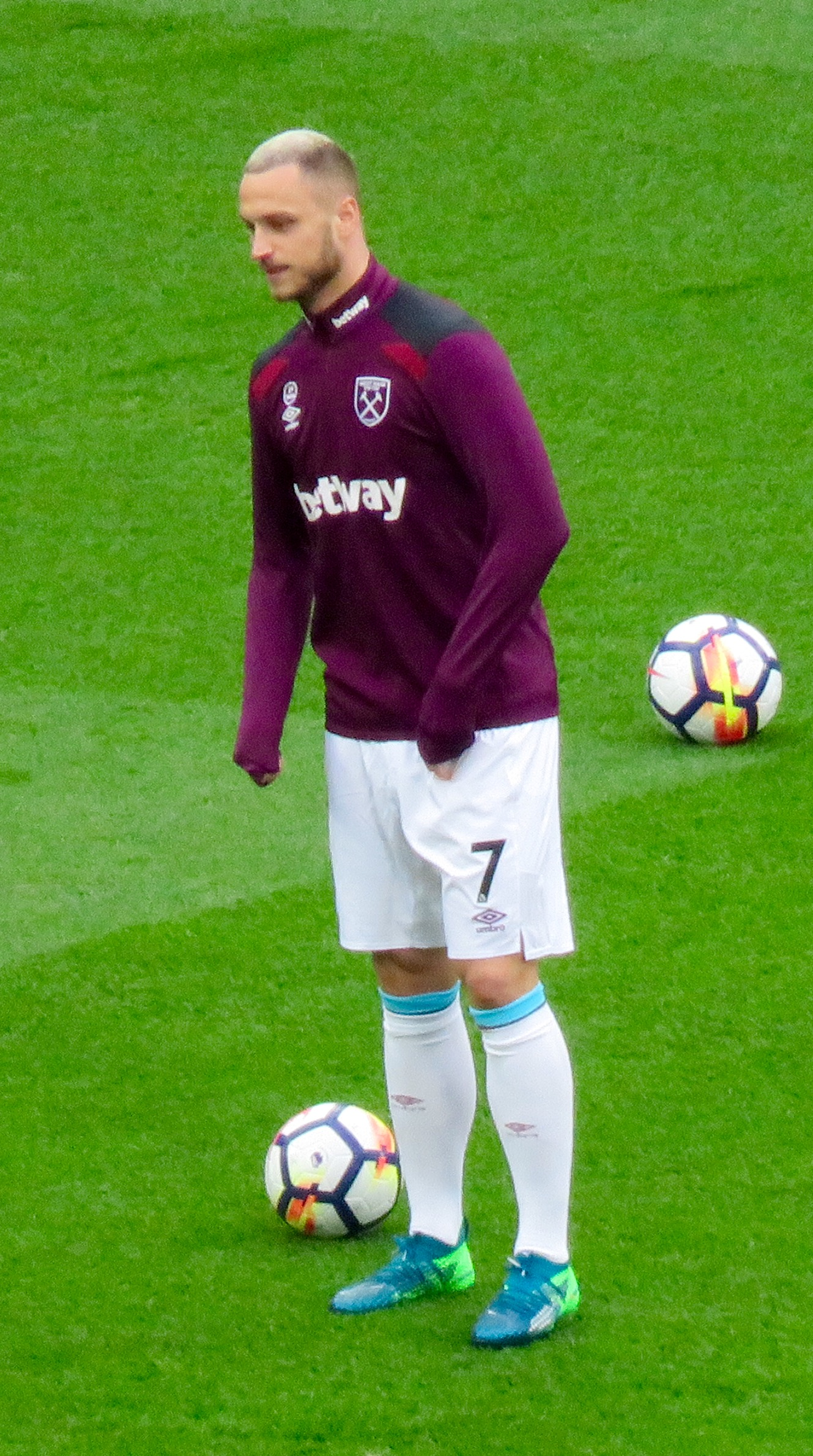
Arnautović durante un riscaldamento con il nell'aprile 2018.

Il 22 luglio 2017 viene annunciato il suo passaggio per 25 milioni di sterline al club londinese del West Ham Utd. Si conclude così la permanenza del giocatore allo Stoke City, dopo ben 4 stagioni. Esordisce con la nuova squadra in Premier League il 13 agosto seguente, contro il Manchester Utd. Il 19 agosto rimedia la sua prima espulsione con la maglia degli Hammers. Il 19 settembre esordisce in Coppa di Lega contro il Bolton. Il 9 dicembre sigla la sua prima rete con il nuovo club, ai danni del Chelsea, sancendo anche la vittoria del proprio team. Nel corso della stagione l'allenatore David Moyes lo sposta da ala a centravanti, e Arnautović ripaga la fiducia dell'allenatore realizzando 11 reti in campionato. Nel frattempo ad aprile 2018 viene nominato come calciatore dell'anno degli Hammers.
Nella stagione successiva gioca fin dall'inizio come centravanti e realizza 3 reti nelle prime 5 giornate. A dicembre è costretto a fermarsi per un infortunio alla coscia, che lo tiene fuori per 4 partite. A gennaio il West Ham Utd riceve un'offerta d'acquisto da parte dello Shanghai SIPG, ma Arnautović decide di restare e rinnovare con il club londinese. A fine stagione colleziona 10 gol in Premier League e uno in FA Cup, risultando il miglior marcatore stagionale degli Hammers.

#### Shanghai SIPG
L'8 luglio 2019 passa ai cinesi dello Shanghai SIPG per 26 milioni. Il 21 luglio successivo realizza una rete nel 2-2 contro il Chongqing Dangdai Lifan, al suo debutto nella Chinese Super League. Il 1º dicembre ne segna 4 nell'ultima giornata di campionato contro lo Shenzhen, vinta per 6-0. Chiude la prima stagione nel campionato cinese con 9 reti.
Nella seconda stagione segna 7 reti in Chinese Super League e una nei preliminari di AFC Champions League. Nella terza stagione segna 3 reti, tutte nella partita contro il Tianjin Teda del 22 aprile 2021.

#### Bologna
Dopo una lunga trattativa, nell’estate 2021 fa rientro in Italia, venendo acquistato dal Bologna; con un ingaggio di 2,7 milioni di euro a stagione risulta il calciatore più pagato nella storia del club felsineo.
Alla prima presenza in gare ufficiali, è autore di un gol nella sconfitta per 4-5 contro la Ternana in Coppa Italia. Si ripete, poi, alla prima giornata di campionato il 22 agosto, realizzando la sua prima rete in Serie A e contribuendo alla vittoria per 3-2 sulla Salernitana. Al contempo diviene il primo attaccante austriaco a segnare nella massima serie italiana 33 anni dopo Anton Polster. Raggiunge la doppia cifra di reti segnate in campionato l'11 aprile 2022, con una doppietta contro la Sampdoria. Conclude la sua prima stagione in rossoblu con 15 reti in 34 gare, risultando il migliore marcatore della sua squadra.
Apre la stagione 2022-2023 trasformando un rigore nella prima gara di campionato contro la Lazio, a cui segue il secondo gol stagionale nella seconda contro il Verona; il 1º settembre segna un gol contro la Salernitana e ad esso segue la decisiva doppietta per il pareggio contro lo Spezia. Dopo poche partite si va a posizionare primo nella classifica cannonieri. Tuttavia, con l'arrivo di Thiago Motta al posto di Siniša Mihajlović sulla panchina dei felsinei, lo spazio per lui diminuisce sia a causa di problemi fisici che per scelta tecnica dell'allenatore italo-brasiliano.

#### Ritorno all'Inter

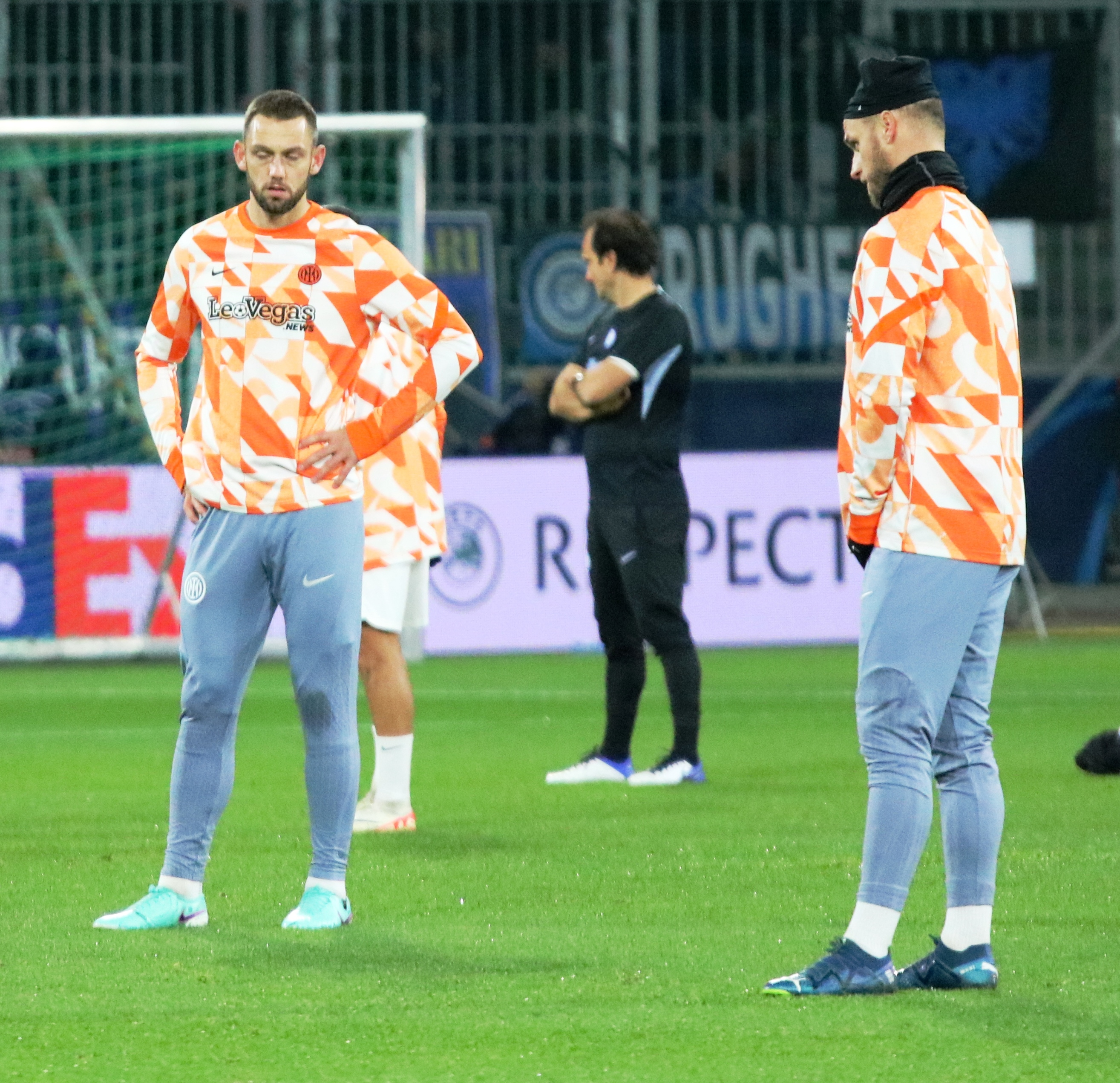
Arnautović (a destra) in un riscaldamento con l' nel settembre 2023.

Il 16 agosto 2023 viene ufficializzato il suo ritorno all'Inter in prestito con obbligo di riscatto a 8 milioni di euro più 2 milioni di bonus, concretizzatosi il 10 febbraio seguente. Fa l'esordio nella sua seconda esperienza in nerazzurro tre giorni dopo, nella partita di campionato contro il Monza (2-0), subentrando a Marcus Thuram e servendo un assist a Lautaro Martínez. Il 20 settembre fa il debutto in Champions League con la maglia nerazzurra, giocando da titolare la gara pareggiata per 1-1 contro la Real Sociedad. Quattro giorni dopo, nella partita di campionato contro l'Empoli vinta per 1-0, rimedia una distrazione muscolare al bicipite femorale, che lo tiene fermo per un mese e mezzo. Torna in campo il 12 novembre contro il Frosinone, nella vittoria per 2-0. Il 29 del mese stesso segna il suo primo gol in nerazzurro nella gara di Champions League contro il Benfica pareggiata per 3-3; al contempo è tornato a segnare in Champions League dopo 4740 giorni complessivi (l'ultima sua rete l'aveva segnata proprio contro i nerazzurri in Werder Brema-Inter 3-0 del 2010), gap più lungo mai registrato per un calciatore. Il 29 dicembre realizza il primo gol in campionato con i nerazzurri nel pareggio esterno per 1-1 contro il Genoa. Il 22 gennaio 2024 scende in campo nella finale di Supercoppa italiana vinta dai nerazzurri per 1-0 contro il Napoli; nell'occasione conquista, a distanza di oltre quattordici anni, un altro trofeo con la maglia dell'Inter. Il successivo 20 febbraio segna la sua prima rete nelle fasi a eliminazione diretta di Champions League, permettendo ai nerazzurri di superare l'Atlético Madrid per 1-0 nella gara d'andata degli ottavi di finale della massima competizione europea. Il 22 aprile 2024 scende in campo nel derby della Madonnina, che conferirà ai nerazzurri la vittoria dello scudetto 2024, nonché il suo secondo campionato italiano in carriera.
Il 26 maggio 2024, viene schierato da titolare al Bentegodi in occasione dell'ultima partita di campionato contro l'Hellas Verona. L'incontro termina sul risultato di 2-2 e Arnautović sigla la sua prima doppietta con la maglia dell'Inter, nello stesso stadio dove aveva esordito in nerazzurro nel 2010. Conclude la sua stagione con sei reti in campionato e una in Champions League.
Viene confermato anche per la stagione 2024-2025 nella squadra di Simone Inzaghi, andando a completare il pacchetto offensivo interista, come riserva di Lautaro Martínez e Marcus Thuram, insieme al nuovo acquisto Mehdi Taremi e a Joaquín Correa, rientrato dal prestito al Olympique Marsiglia. Il 1° ottobre 2024 va in gol in Champions League nella partita vinta per 4-0 a San Siro contro la Stella Rossa, il 19 dicembre si ripete agli ottavi di Coppa Italia contro l'Udinese. Nel girone di ritorno trova maggiore spazio e continuità di rendimento, andando in gol 5 volte nel giro di 8 partite, contro Fiorentina, Lazio, Monza, Udinese, Cagliari.
Tuttavia, nonostante alcune reti importanti, il rendimento altalenante di Arnautović è nel mirino delle critiche e si rivela insufficiente al raggiungimento dell'obiettivo della vittoria del campionato, chiuso al secondo posto in classifica alle spalle del Napoli. In particolare, nella penultima giornata di Serie A, contro la Lazio, Arnautović subentra dalla panchina e fallisce delle occasioni da rete che avrebbero contribuito al sorpasso dell'Inter sui partenopei. In Champions League, il club meneghino raggiunge la finale contro il Paris Saint-Germain, persa per 5-0 a Monaco di Baviera, dove l'austriaco assiste alla partita dalla panchina. Ormai in scadenza di contratto e ai margini del progetto dell'Inter, Arnautović non viene convocato per la Coppa del mondo per club FIFA 2025 dal suo nuovo allenatore, ed ex compagno di squadra del Triplete, Cristian Chivu.
Conclude quindi la sua seconda esperienza nerazzurra con complessive 65 presenze in tutte le competizioni, condite da 14 gol e 5 assist, vincendo un campionato e una Supercoppa italiana.

#### Stella Rossa
Il 1° luglio 2025 rimane svincolato in seguito alla scadenza del suo contratto con l'Inter. Il 21 luglio seguente, firma un contratto biennale valido fino al 2027 con la Stella Rossa, nella Superliga, giocando per la prima volta in carriera in Serbia, paese d'origine del padre.
Sceglie la maglia numero 89, coincidente con il suo anno di nascita. Debutta ufficialmente con il club di Belgrado il 29 luglio, nella partita di ritorno del 2° turno preliminare di qualificazione alla Champions League, vinta per 5-1 allo stadio Rajko Mitić contro i nordirlandesi del Linfield. Arnautović subentra al 73' al compagno di squadra Bruno Duarte.

### Nazionale

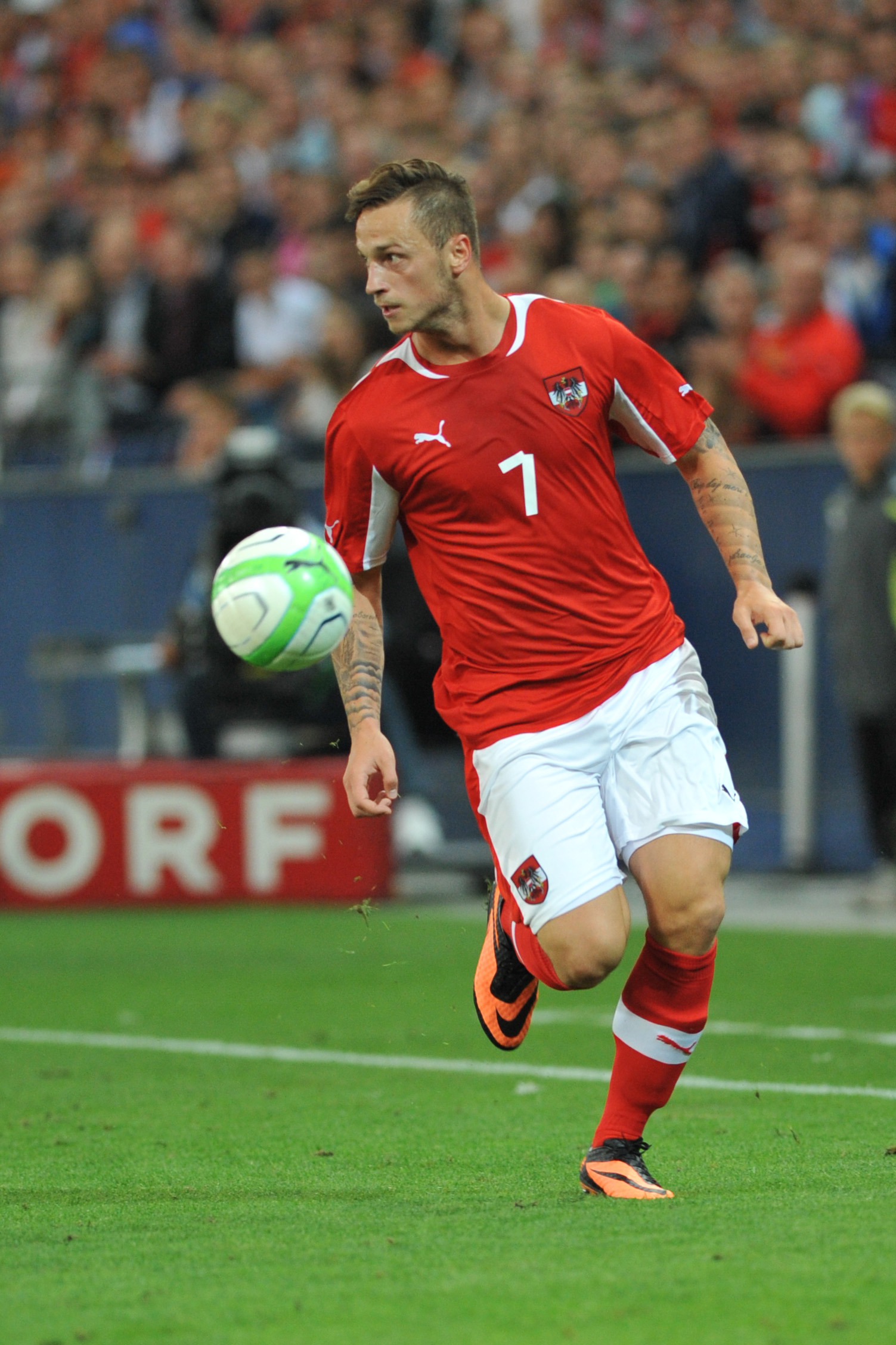
Arnautović con la nazionale austriaca contro la nel 2013.

Dopo aver giocato con quasi tutte le nazionali giovanili austriache e disputato da titolare l'Europeo Under-19 2007 giocato in casa, debutta con la nazionale maggiore l'11 ottobre 2008, contro le Fær Øer, subentrando al posto di Marc Janko.
Il suo primo gol con la nazionale Under-21 arriva il 3 marzo 2010, quando realizza il primo dei tre gol contro la Danimarca a Vienna. L'8 ottobre 2010 arrivano i primi gol con la nazionale maggiore, grazie ad una doppietta realizzata nella gara vinta per 3-0 contro l'Azerbaigian valida per le qualificazioni a Euro 2012. Il 12 ottobre segna di nuovo contro il Belgio e diventa il capocannoniere dell'Austria nel girone.
A marzo del 2011 gioca altre due partite contro Belgio e Turchia ma le sue prestazioni sono giudicate poco brillanti e gli austriaci subiscono due sconfitte, che infrangono i loro sogni di qualificazione. Dopo la partita giocata al Şükrü Saraçoğlu di Istanbul, Arnautović se la prende con l'attaccante del Duisburg Stefan Maierhofer, che si era fatto parare un rigore dal portiere turco Volkan Demirel e che in passato aveva criticato il comportamento lunatico del suo compagno di squadra. Solo l'intervento dei compagni di squadra evita una rissa. Per questi problemi dentro e fuori dal campo, il CT Dietmar Constantini lo esclude dalla lista dei convocati per le partite contro Germania e Lettonia previste per il mese di giugno.
Torna a giocare in nazionale il 2 settembre 2011, quando scende in campo contro la Germania, in un incontro del girone di qualificazione ad Euro 2012: in questa partita, persa per 6-2 alla Veltins-Arena di Gelsenkirchen, gioca per 90 minuti e segna il gol del momentaneo 3-1. L'Austria termina il girone al quarto posto e non riesce a qualificarsi. Arnautović con quattro reti è il migliore marcatore della sua nazionale.

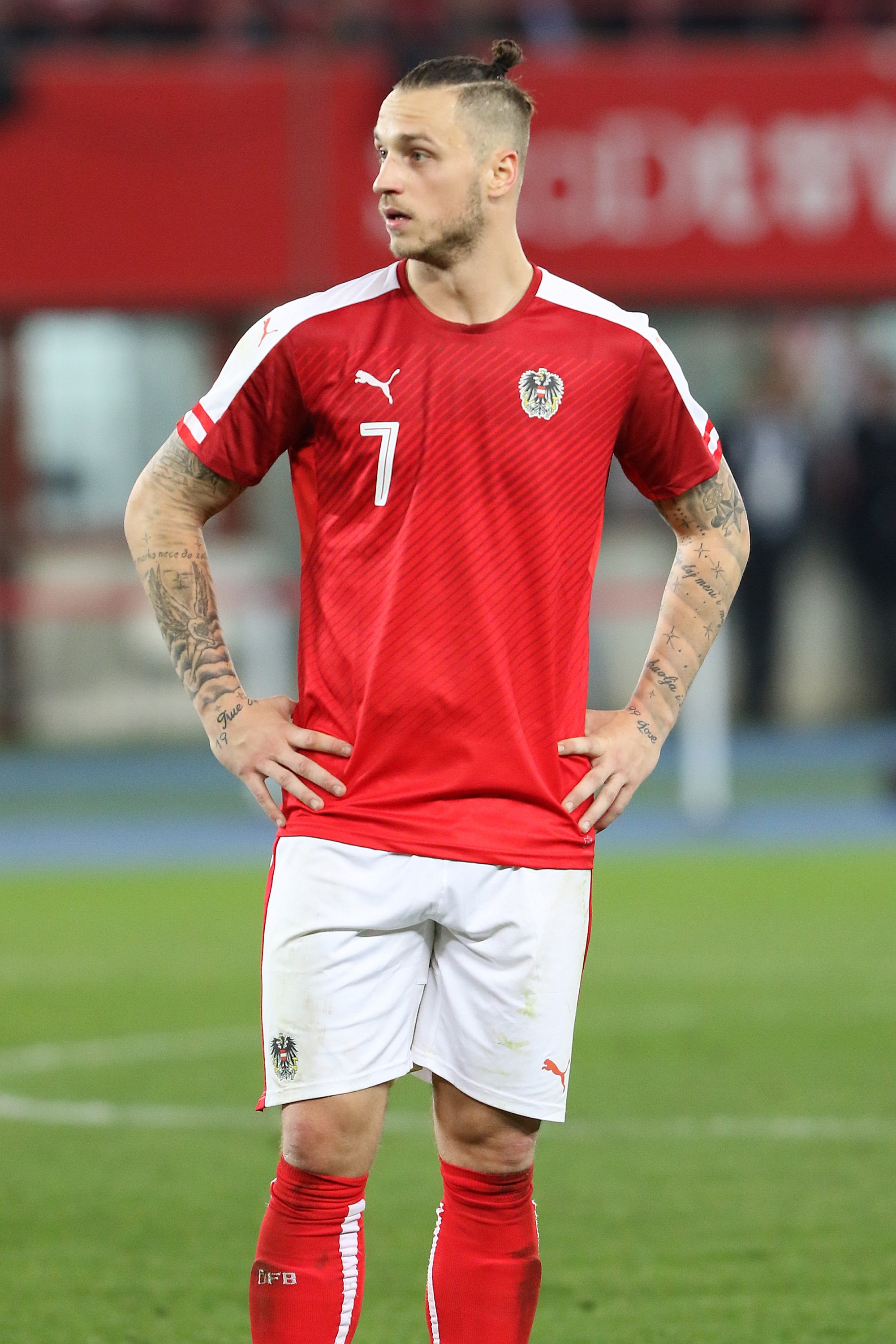
Arnautović nell'amichevole contro la nel 2016.

Durante le qualificazioni a Euro 2016 è uno dei protagonisti, insieme a David Alaba, della qualificazione della compagine austriaca alla competizione. Viene convocato per l'Europeo 2016 in Francia. Arnautović è titolare in tutte e tre le partite del Gruppo F, che l'Austria conclude all'ultimo posto alle spalle di Ungheria, Islanda, e dei futuri campioni del Portogallo.
Viene convocato anche per la seguente edizione, dove va subito a segno nella vittoria per 3-1 sulla Macedonia del Nord realizzando l'ultimo gol della gara a pochi minuti dal termine, e regalando alla sua nazionale la prima vittoria alla terza partecipazione. Viene poi duramente criticato per l'esultanza e le parole nei confronti del difensore avversario Ezgjan Alioski di etnia albanese e accusato quindi di razzismo e di insulti alla madre del macedone, il che gli costa una giornata di squalifica all'Europeo, torna titolare nella partita successiva contro l'Ucraina. In questa edizione l'Austria riesce per la prima volta nella sua storia a qualificarsi per la fase ad eliminazione diretta. Nella sfida degli ottavi di finale persa per 2-1 contro i futuri campioni d'Europa dell'Italia, che comporta alla Das Team l'eliminazione dalla competizione, Arnautović parte titolare e disputa i tempi regolamentari e sette minuti del primo tempo supplementare; al 66' minuto segna un gol di testa (esultando in modo polemico verso alcuni tifosi italiani che lo avevano preso di mira in precedenza), che però viene annullato per fuorigioco attraverso l'ausilio del VAR.
Dopo non essere riuscito a raggiungere la qualificazioni ai Mondiali 2022, il 6 giugno 2022 raggiunge quota 100 presenze con la selezione austriaca in occasione della sconfitta per 1-2 in Nations League contro la Danimarca. Il 22 settembre seguente, sempre in Nations League, ma contro la Francia (sconfitta 2-0), aggancia il recordman di presenze Andreas Herzog a quota 103, per poi superarlo tre giorni nell'ultima gara della manifestazione, persa per 1-3 contro la Croazia.
Il 16 novembre 2022, in occasione dell'amichevole vinta 0-1 contro Andorra, realizza il gol vittoria degli austriaci, agganciando Hans Krankl al secondo posto nella classifica marcatori della nazionale a quota 34 gol. Il 12 settembre 2023 realizza una doppietta nel successo per 1-3 in casa della Svezia che gli consente di superare Krankl.

## Statistiche

### Presenze e reti nei club
Statistiche aggiornate al 21 luglio 2025.
| Stagione            | Squadra             | Campionato          | Campionato | Campionato | Coppe nazionali | Coppe nazionali | Coppe nazionali | Coppe continentali | Coppe continentali | Coppe continentali | Altre coppe | Altre coppe | Altre coppe | Totale | Totale |
| Stagione            | Squadra             | Comp                | Pres       | Reti       | Comp            | Pres            | Reti            | Comp               | Pres               | Reti               | Comp        | Pres        | Reti        | Pres   | Reti   |
| ------------------- | ------------------- | ------------------- | ---------- | ---------- | --------------- | --------------- | --------------- | ------------------ | ------------------ | ------------------ | ----------- | ----------- | ----------- | ------ | ------ |
| 2005-2006           | Floridsdorfer       | WSL                 | 19         | 5          | CA              | 0               | 0               | -                  | -                  | -                  | -           | -           | -           | 19     | 5      |
| 2006-2007           | Twente              | ED                  | 2          | 0          | CO              | 0               | 0               | -                  | -                  | -                  | -           | -           | -           | 2      | 0      |
| 2007-2008           | Twente              | ED                  | 14+1       | 0          | CO              | 0               | 0               | CU                 | 1                  | 0                  | -           | -           | -           | 16     | 0      |
| 2008-2009           | Twente              | ED                  | 28         | 12         | CO              | 5               | 1               | UCL+CU             | 1+7                | 0+1                | -           | -           | -           | 41     | 14     |
| Totale Twente       | Totale Twente       | Totale Twente       | 44+1       | 12+0       |                 | 5               | 1               |                    | 9                  | 1                  |             | -           | -           | 59     | 14     |
| 2009-2010           | Inter               | A                   | 3          | 0          | CI              | 0               | 0               | UCL                | 0                  | 0                  | SI          | 0           | 0           | 3      | 0      |
| 2010-2011           | Werder Brema        | BL                  | 25         | 3          | CG              | 2               | 0               | UCL                | 7                  | 2                  | -           | -           | -           | 34     | 5      |
| 2011-2012           | Werder Brema        | BL                  | 19         | 6          | CG              | 1               | 0               | -                  | -                  | -                  | -           | -           | -           | 20     | 6      |
| 2012-2013           | Werder Brema        | BL                  | 26         | 5          | CG              | 2               | 0               | -                  | -                  | -                  | -           | -           | -           | 28     | 5      |
| ago. 2013           | Werder Brema        | BL                  | 2          | 0          | CG              | -               | -               | -                  |                    | -                  | -           | -           | -           | 2      | 0      |
| Totale Werder Brema | Totale Werder Brema | Totale Werder Brema | 72         | 14         |                 | 5               | 0               |                    | 7                  | 2                  |             | -           | -           | 84     | 16     |
| 2013-2014           | Stoke City          | PL                  | 30         | 4          | FACup+CdL       | 2+3             | 0+1             | -                  | -                  | -                  | -           | -           | -           | 35     | 5      |
| 2014-2015           | Stoke City          | PL                  | 29         | 1          | FACup+CdL       | 3+3             | 1+0             | -                  | -                  | -                  | -           | -           | -           | 35     | 2      |
| 2015-2016           | Stoke City          | PL                  | 34         | 11         | FACup+CdL       | 0+6             | 1               | -                  | -                  | -                  | -           | -           | -           | 40     | 12     |
| 2016-2017           | Stoke City          | PL                  | 32         | 6          | FACup+CdL       | 1+2             | 0+1             | -                  | -                  | -                  | -           | -           | -           | 35     | 7      |
| Totale Stoke City   | Totale Stoke City   | Totale Stoke City   | 125        | 22         |                 | 19              | 4               |                    | -                  | -                  |             | -           | -           | 145    | 26     |
| 2017-2018           | West Ham Utd        | PL                  | 31         | 11         | FACup+CdL       | 1+3             | 0               | -                  | -                  | -                  | -           | -           | -           | 35     | 11     |
| 2018-2019           | West Ham Utd        | PL                  | 28         | 10         | FACup+CdL       | 1+1             | 1+0             | -                  | -                  | -                  | -           | -           | -           | 30     | 11     |
| Totale West Ham Utd | Totale West Ham Utd | Totale West Ham Utd | 59         | 21         |                 | 6               | 1               |                    | -                  | -                  |             | -           | -           | 65     | 22     |
| 2019                | Shanghai Haigang    | CSL                 | 11         | 9          | CC              | 2               | 0               | ACL                | 2                  | 0                  | -           | -           | -           | 15     | 9      |
| 2020                | Shanghai Haigang    | CSL                 | 18         | 7          | CC              | 1               | 0               | ACL                | 1                  | 1                  | -           | -           | -           | 20     | 8      |
| gen.-lug. 2021      | Shanghai Haigang    | CSL                 | 4          | 3          | CC              | 0               | 0               | ACL                | 0                  | 0                  | -           | -           | -           | 4      | 3      |
| Totale Shangai Port | Totale Shangai Port | Totale Shangai Port | 33         | 19         |                 | 3               | 0               |                    | 3                  | 1                  |             | -           | -           | 39     | 20     |
| 2021-2022           | Bologna             | A                   | 33         | 14         | CI              | 1               | 1               | -                  | -                  | -                  | -           | -           | -           | 34     | 15     |
| 2022-2023           | Bologna             | A                   | 21         | 10         | CI              | 2               | 0               | -                  | -                  | -                  | -           | -           | -           | 23     | 10     |
| ago. 2023           | Bologna             | A                   | 0          | 0          | CI              | 1               | 0               | -                  | -                  | -                  | -           | -           | -           | 1      | 0      |
| Totale Bologna      | Totale Bologna      | Totale Bologna      | 54         | 24         |                 | 4               | 1               |                    | -                  | -                  |             | -           | -           | 58     | 25     |
| 2023-2024           | Inter               | A                   | 27         | 5          | CI              | 1               | 0               | UCL                | 4                  | 2                  | SI          | 2           | 0           | 34     | 7      |
| 2024-2025           | Inter               | A                   | 18         | 4          | CI              | 3               | 2               | UCL                | 7                  | 1                  | SI+Cmc      | 0           | 0           | 28     | 7      |
| Totale Inter        | Totale Inter        | Totale Inter        | 48         | 9          |                 | 4               | 2               |                    | 11                 | 3                  |             | 2           | 0           | 65     | 14     |
| 2025-2026           | Stella Rossa        | SL                  | 0          | 0          | CS              | 0               | 0               | UCL                | 0                  | 0                  | -           | -           | -           | 0      | 0      |
| Totale carriera     | Totale carriera     | Totale carriera     | 455        | 126        |                 | 47              | 9               |                    | 30                 | 7                  |             | 2           | 0           | 534    | 142    |

### Cronologia presenze e reti in nazionale
| Cronologia completa delle presenze e delle reti in nazionale ― Austria | Cronologia completa delle presenze e delle reti in nazionale ― Austria | Cronologia completa delle presenze e delle reti in nazionale ― Austria | Cronologia completa delle presenze e delle reti in nazionale ― Austria | Cronologia completa delle presenze e delle reti in nazionale ― Austria | Cronologia completa delle presenze e delle reti in nazionale ― Austria | Cronologia completa delle presenze e delle reti in nazionale ― Austria | Cronologia completa delle presenze e delle reti in nazionale ― Austria |
| Data                                                                   | Città                                                                  | In casa                                                                | Risultato                                                              | Ospiti                                                                 | Competizione                                                           | Reti                                                                   | Note                                                                   |
| ---------------------------------------------------------------------- | ---------------------------------------------------------------------- | ---------------------------------------------------------------------- | ---------------------------------------------------------------------- | ---------------------------------------------------------------------- | ---------------------------------------------------------------------- | ---------------------------------------------------------------------- | ---------------------------------------------------------------------- |
| 11-10-2008                                                             | Tórshavn                                                               | Fær Øer                                                                | 1 – 1                                                                  | Austria                                                                | Qual. Mondiali 2010                                                    | -                                                                      | 80’                                                                    |
| 15-10-2008                                                             | Vienna                                                                 | Austria                                                                | 1 – 3                                                                  | Serbia                                                                 | Qual. Mondiali 2010                                                    | -                                                                      | 46’                                                                    |
| 19-11-2008                                                             | Vienna                                                                 | Austria                                                                | 2 – 4                                                                  | Turchia                                                                | Amichevole                                                             | -                                                                      | 46’                                                                    |
| 11-2-2009                                                              | Graz                                                                   | Austria                                                                | 0 – 2                                                                  | Svezia                                                                 | Amichevole                                                             | -                                                                      | 78’                                                                    |
| 1-4-2009                                                               | Klagenfurt am Wörthersee                                               | Austria                                                                | 2 – 1                                                                  | Romania                                                                | Qual. Mondiali 2010                                                    | -                                                                      | 70’                                                                    |
| 8-10-2010                                                              | Vienna                                                                 | Austria                                                                | 3 – 0                                                                  | Azerbaigian                                                            | Qual. Euro 2012                                                        | 2                                                                      |                                                                        |
| 12-10-2010                                                             | Bruxelles                                                              | Belgio                                                                 | 4 – 4                                                                  | Austria                                                                | Qual. Euro 2012                                                        | 1                                                                      | 88’                                                                    |
| 17-11-2010                                                             | Vienna                                                                 | Austria                                                                | 1 – 2                                                                  | Grecia                                                                 | Amichevole                                                             | -                                                                      | 87’                                                                    |
| 9-2-2011                                                               | Eindhoven                                                              | Paesi Bassi                                                            | 3 – 1                                                                  | Austria                                                                | Amichevole                                                             | 1                                                                      |                                                                        |
| 25-3-2011                                                              | Vienna                                                                 | Austria                                                                | 0 – 2                                                                  | Belgio                                                                 | Qual. Euro 2012                                                        | -                                                                      |                                                                        |
| 29-3-2011                                                              | Istanbul                                                               | Turchia                                                                | 2 – 0                                                                  | Austria                                                                | Qual. Euro 2012                                                        | -                                                                      | 69’                                                                    |
| 2-9-2011                                                               | Gelsenkirchen                                                          | Germania                                                               | 6 – 2                                                                  | Austria                                                                | Qual. Euro 2012                                                        | 1                                                                      |                                                                        |
| 6-9-2011                                                               | Vienna                                                                 | Austria                                                                | 0 – 0                                                                  | Turchia                                                                | Qual. Euro 2012                                                        | -                                                                      | 90+3’                                                                  |
| 7-10-2011                                                              | Baku                                                                   | Azerbaigian                                                            | 1 – 4                                                                  | Austria                                                                | Qual. Euro 2012                                                        | -                                                                      | 66’                                                                    |
| 11-10-2011                                                             | Astana                                                                 | Kazakistan                                                             | 0 – 0                                                                  | Austria                                                                | Qual. Euro 2012                                                        | -                                                                      | 83’                                                                    |
| 15-11-2011                                                             | Leopoli                                                                | Ucraina                                                                | 2 – 1                                                                  | Austria                                                                | Amichevole                                                             | -                                                                      | 81’                                                                    |
| 29-2-2012                                                              | Klagenfurt am Wörthersee                                               | Austria                                                                | 3 – 1                                                                  | Finlandia                                                              | Amichevole                                                             | -                                                                      | 62’                                                                    |
| 1-6-2012                                                               | Innsbruck                                                              | Austria                                                                | 3 – 2                                                                  | Ucraina                                                                | Amichevole                                                             | 2                                                                      |                                                                        |
| 5-6-2012                                                               | Innsbruck                                                              | Austria                                                                | 0 – 0                                                                  | Romania                                                                | Amichevole                                                             | -                                                                      | 86’                                                                    |
| 11-9-2012                                                              | Vienna                                                                 | Austria                                                                | 1 – 2                                                                  | Germania                                                               | Qual. Mondiali 2014                                                    | -                                                                      |                                                                        |
| 12-10-2012                                                             | Vienna                                                                 | Kazakistan                                                             | 0 – 0                                                                  | Austria                                                                | Qual. Mondiali 2014                                                    | -                                                                      |                                                                        |
| 16-10-2012                                                             | Vienna                                                                 | Austria                                                                | 4 – 0                                                                  | Kazakistan                                                             | Qual. Mondiali 2014                                                    | -                                                                      |                                                                        |
| 14-11-2012                                                             | Linz                                                                   | Austria                                                                | 0 – 3                                                                  | Costa d'Avorio                                                         | Amichevole                                                             | -                                                                      |                                                                        |
| 6-2-2013                                                               | Swansea                                                                | Galles                                                                 | 2 – 1                                                                  | Austria                                                                | Amichevole                                                             | -                                                                      |                                                                        |
| 22-3-2013                                                              | Vienna                                                                 | Austria                                                                | 6 – 0                                                                  | Fær Øer                                                                | Qual. Mondiali 2014                                                    | -                                                                      |                                                                        |
| 26-3-2013                                                              | Dublino                                                                | Irlanda                                                                | 2 – 2                                                                  | Austria                                                                | Qual. Mondiali 2014                                                    | -                                                                      |                                                                        |
| 7-6-2013                                                               | Vienna                                                                 | Austria                                                                | 2 – 1                                                                  | Svezia                                                                 | Qual. Mondiali 2014                                                    | -                                                                      |                                                                        |
| 14-8-2013                                                              | Salisburgo                                                             | Austria                                                                | 0 – 2                                                                  | Grecia                                                                 | Amichevole                                                             | -                                                                      | 65’                                                                    |
| 6-9-2013                                                               | Monaco di Baviera                                                      | Germania                                                               | 3 – 0                                                                  | Austria                                                                | Qual. Mondiali 2014                                                    | -                                                                      | 67’                                                                    |
| 10-9-2013                                                              | Vienna                                                                 | Austria                                                                | 1 – 0                                                                  | Irlanda                                                                | Qual. Mondiali 2014                                                    | -                                                                      | 60’                                                                    |
| 11-10-2013                                                             | Solna                                                                  | Svezia                                                                 | 2 – 1                                                                  | Austria                                                                | Qual. Mondiali 2014                                                    | -                                                                      | 90’                                                                    |
| 19-11-2013                                                             | Vienna                                                                 | Austria                                                                | 1 – 0                                                                  | Stati Uniti                                                            | Amichevole                                                             | -                                                                      | 80’                                                                    |
| 5-3-2014                                                               | Klagenfurt am Wörthersee                                               | Austria                                                                | 1 – 1                                                                  | Uruguay                                                                | Amichevole                                                             | -                                                                      | 81’                                                                    |
| 30-5-2014                                                              | Innsbruck                                                              | Austria                                                                | 1 – 1                                                                  | Islanda                                                                | Amichevole                                                             | -                                                                      | 75’                                                                    |
| 3-6-2014                                                               | Olomouc                                                                | Rep. Ceca                                                              | 1 – 2                                                                  | Austria                                                                | Amichevole                                                             | -                                                                      |                                                                        |
| 8-9-2014                                                               | Vienna                                                                 | Austria                                                                | 1 – 1                                                                  | Svezia                                                                 | Qual. Euro 2016                                                        | -                                                                      |                                                                        |
| 9-10-2014                                                              | Chișinău                                                               | Moldavia                                                               | 1 – 2                                                                  | Austria                                                                | Qual. Euro 2016                                                        | -                                                                      | 79’                                                                    |
| 12-10-2014                                                             | Vienna                                                                 | Austria                                                                | 1 – 0                                                                  | Montenegro                                                             | Qual. Euro 2016                                                        | -                                                                      | 63’                                                                    |
| 15-11-2014                                                             | Vienna                                                                 | Austria                                                                | 1 – 0                                                                  | Russia                                                                 | Qual. Euro 2016                                                        | -                                                                      | 90+1’                                                                  |
| 18-11-2014                                                             | Vienna                                                                 | Austria                                                                | 1 – 2                                                                  | Brasile                                                                | Amichevole                                                             | -                                                                      | 77’                                                                    |
| 27-3-2015                                                              | Vaduz                                                                  | Liechtenstein                                                          | 0 – 5                                                                  | Austria                                                                | Qual. Euro 2016                                                        | 1                                                                      |                                                                        |
| 31-3-2015                                                              | Vienna                                                                 | Austria                                                                | 1 – 1                                                                  | Bosnia ed Erzegovina                                                   | Amichevole                                                             | -                                                                      | 62’                                                                    |
| 14-6-2015                                                              | Mosca                                                                  | Russia                                                                 | 0 – 1                                                                  | Austria                                                                | Qual. Euro 2016                                                        | -                                                                      |                                                                        |
| 5-9-2015                                                               | Vienna                                                                 | Austria                                                                | 1 – 0                                                                  | Moldavia                                                               | Qual. Euro 2016                                                        | -                                                                      |                                                                        |
| 8-9-2015                                                               | Solna                                                                  | Svezia                                                                 | 1 – 4                                                                  | Austria                                                                | Qual. Euro 2016                                                        | -                                                                      | 88’                                                                    |
| 9-10-2015                                                              | Podgorica                                                              | Montenegro                                                             | 2 – 3                                                                  | Austria                                                                | Qual. Euro 2016                                                        | 1                                                                      |                                                                        |
| 12-10-2015                                                             | Vienna                                                                 | Austria                                                                | 3 – 0                                                                  | Liechtenstein                                                          | Qual. Euro 2016                                                        | 1                                                                      |                                                                        |
| 17-11-2015                                                             | Vienna                                                                 | Austria                                                                | 1 – 2                                                                  | Svizzera                                                               | Amichevole                                                             | -                                                                      |                                                                        |
| 26-3-2016                                                              | Vienna                                                                 | Austria                                                                | 2 – 1                                                                  | Albania                                                                | Amichevole                                                             | -                                                                      | 87’                                                                    |
| 29-3-2016                                                              | Vienna                                                                 | Austria                                                                | 1 – 2                                                                  | Turchia                                                                | Amichevole                                                             | -                                                                      | 67’                                                                    |
| 31-5-2016                                                              | Klagenfurt am Wörthersee                                               | Austria                                                                | 2 – 1                                                                  | Malta                                                                  | Amichevole                                                             | 1                                                                      | 46’                                                                    |
| 4-6-2016                                                               | Vienna                                                                 | Austria                                                                | 0 – 2                                                                  | Paesi Bassi                                                            | Amichevole                                                             | -                                                                      | 81’                                                                    |
| 14-6-2016                                                              | Bordeaux                                                               | Austria                                                                | 0 – 2                                                                  | Ungheria                                                               | Euro 2016 - 1º turno                                                   | -                                                                      |                                                                        |
| 18-6-2016                                                              | Parigi                                                                 | Portogallo                                                             | 0 – 0                                                                  | Austria                                                                | Euro 2016 - 1º turno                                                   | -                                                                      |                                                                        |
| 22-6-2016                                                              | Saint-Denis                                                            | Islanda                                                                | 2 – 1                                                                  | Austria                                                                | Euro 2016 - 1º turno                                                   | -                                                                      |                                                                        |
| 5-9-2016                                                               | Tbilisi                                                                | Georgia                                                                | 1 – 2                                                                  | Austria                                                                | Qual. Mondiali 2018                                                    | -                                                                      |                                                                        |
| 6-10-2016                                                              | Vienna                                                                 | Austria                                                                | 2 – 2                                                                  | Galles                                                                 | Qual. Mondiali 2018                                                    | 2                                                                      | 50’ 87’                                                                |
| 9-10-2016                                                              | Belgrado                                                               | Serbia                                                                 | 3 – 2                                                                  | Austria                                                                | Qual. Mondiali 2018                                                    | -                                                                      |                                                                        |
| 12-11-2016                                                             | Vienna                                                                 | Austria                                                                | 0 – 1                                                                  | Irlanda                                                                | Qual. Mondiali 2018                                                    | -                                                                      |                                                                        |
| 15-11-2016                                                             | Vienna                                                                 | Austria                                                                | 0 – 0                                                                  | Slovacchia                                                             | Amichevole                                                             | -                                                                      |                                                                        |
| 24-3-2017                                                              | Vienna                                                                 | Austria                                                                | 2 – 0                                                                  | Moldavia                                                               | Qual. Mondiali 2018                                                    | 1                                                                      | 28’ 90+3’                                                              |
| 28-3-2017                                                              | Innsbruck                                                              | Austria                                                                | 1 – 1                                                                  | Finlandia                                                              | Amichevole                                                             | 1                                                                      | 46’                                                                    |
| 2-9-2017                                                               | Cardiff                                                                | Galles                                                                 | 1 – 0                                                                  | Austria                                                                | Qual. Mondiali 2018                                                    | -                                                                      |                                                                        |
| 5-9-2017                                                               | Vienna                                                                 | Austria                                                                | 1 – 1                                                                  | Georgia                                                                | Qual. Mondiali 2018                                                    | -                                                                      |                                                                        |
| 6-10-2017                                                              | Vienna                                                                 | Austria                                                                | 3 – 2                                                                  | Serbia                                                                 | Qual. Mondiali 2018                                                    | 1                                                                      |                                                                        |
| 9-10-2017                                                              | Chișinău                                                               | Moldavia                                                               | 0 – 1                                                                  | Austria                                                                | Qual. Mondiali 2018                                                    | -                                                                      | 81’                                                                    |
| 14-11-2017                                                             | Vienna                                                                 | Austria                                                                | 2 – 1                                                                  | Uruguay                                                                | Amichevole                                                             | -                                                                      | 86’                                                                    |
| 23-3-2018                                                              | Klagenfurt am Wörthersee                                               | Austria                                                                | 3 – 0                                                                  | Slovenia                                                               | Amichevole                                                             | 2                                                                      | 86’                                                                    |
| 27-3-2018                                                              | Lussemburgo                                                            | Lussemburgo                                                            | 0 – 4                                                                  | Austria                                                                | Amichevole                                                             | 1                                                                      | 68’                                                                    |
| 30-5-2018                                                              | Innsbruck                                                              | Austria                                                                | 1 – 0                                                                  | Russia                                                                 | Amichevole                                                             | -                                                                      | 83’                                                                    |
| 2-6-2018                                                               | Klagenfurt am Wörthersee                                               | Austria                                                                | 2 – 1                                                                  | Germania                                                               | Amichevole                                                             | -                                                                      | 84’                                                                    |
| 10-6-2018                                                              | Vienna                                                                 | Austria                                                                | 0 – 3                                                                  | Brasile                                                                | Amichevole                                                             | -                                                                      |                                                                        |
| 6-9-2018                                                               | Vienna                                                                 | Austria                                                                | 2 – 0                                                                  | Svezia                                                                 | Amichevole                                                             | -                                                                      | 45+2’ 65’                                                              |
| 11-9-2018                                                              | Zenica                                                                 | Bosnia ed Erzegovina                                                   | 1 – 0                                                                  | Austria                                                                | UEFA Nations League 2018-2019 - 1º turno                               | -                                                                      | Cap.                                                                   |
| 12-10-2018                                                             | Vienna                                                                 | Austria                                                                | 1 – 0                                                                  | Irlanda del Nord                                                       | UEFA Nations League 2018-2019 - 1º turno                               | 1                                                                      | Cap.                                                                   |
| 15-11-2018                                                             | Vienna                                                                 | Austria                                                                | 0 – 0                                                                  | Bosnia ed Erzegovina                                                   | UEFA Nations League 2018-2019 - 1º turno                               | -                                                                      |                                                                        |
| 18-11-2018                                                             | Belfast                                                                | Irlanda del Nord                                                       | 1 – 2                                                                  | Austria                                                                | UEFA Nations League 2018-2019 - 1º turno                               | -                                                                      | 71’                                                                    |
| 21-3-2019                                                              | Vienna                                                                 | Austria                                                                | 0 – 1                                                                  | Polonia                                                                | Qual. Euro 2020                                                        | -                                                                      |                                                                        |
| 24-3-2019                                                              | Haifa                                                                  | Israele                                                                | 4 – 2                                                                  | Austria                                                                | Qual. Euro 2020                                                        | 2                                                                      | 65’                                                                    |
| 7-6-2019                                                               | Vienna                                                                 | Austria                                                                | 1 – 0                                                                  | Slovenia                                                               | Qual. Euro 2020                                                        | -                                                                      |                                                                        |
| 10-6-2019                                                              | Skopje                                                                 | Macedonia del Nord                                                     | 1 – 4                                                                  | Austria                                                                | Qual. Euro 2020                                                        | 2                                                                      | Cap. 89’                                                               |
| 6-9-2019                                                               | Salisburgo                                                             | Austria                                                                | 6 – 0                                                                  | Lettonia                                                               | Qual. Euro 2020                                                        | 2                                                                      |                                                                        |
| 9-9-2019                                                               | Varsavia                                                               | Polonia                                                                | 0 – 0                                                                  | Austria                                                                | Qual. Euro 2020                                                        | -                                                                      | 8’                                                                     |
| 10-10-2019                                                             | Vienna                                                                 | Austria                                                                | 3 – 1                                                                  | Israele                                                                | Qual. Euro 2020                                                        | -                                                                      | 82’                                                                    |
| 16-11-2019                                                             | Vienna                                                                 | Austria                                                                | 2 – 1                                                                  | Macedonia del Nord                                                     | Qual. Euro 2020                                                        | -                                                                      |                                                                        |
| 15-11-2020                                                             | Vienna                                                                 | Austria                                                                | 2 – 1                                                                  | Irlanda del Nord                                                       | UEFA Nations League 2020-2021 - 1º turno                               | -                                                                      | 63’                                                                    |
| 18-11-2020                                                             | Vienna                                                                 | Austria                                                                | 1 – 1                                                                  | Norvegia                                                               | UEFA Nations League 2020-2021 - 1º turno                               | -                                                                      |                                                                        |
| 6-6-2021                                                               | Vienna                                                                 | Austria                                                                | 0 – 0                                                                  | Slovacchia                                                             | Amichevole                                                             | -                                                                      | 63’                                                                    |
| 13-6-2021                                                              | Bucarest                                                               | Austria                                                                | 3 – 1                                                                  | Macedonia del Nord                                                     | Euro 2020 - 1º turno                                                   | 1                                                                      | 59’                                                                    |
| 21-6-2021                                                              | Bucarest                                                               | Ucraina                                                                | 0 – 1                                                                  | Austria                                                                | Euro 2020 - 1º turno                                                   | -                                                                      | 90’                                                                    |
| 26-6-2021                                                              | Londra                                                                 | Italia                                                                 | 2 – 1 dts                                                              | Austria                                                                | Euro 2020 - Ottavi di finale                                           | -                                                                      | 2’ 97’                                                                 |
| 1-9-2021                                                               | Chișinău                                                               | Moldavia                                                               | 0 – 2                                                                  | Austria                                                                | Qual. Mondiali 2022                                                    | 1                                                                      | Cap.                                                                   |
| 4-9-2021                                                               | Haifa                                                                  | Israele                                                                | 5 – 2                                                                  | Austria                                                                | Qual. Mondiali 2022                                                    | 1                                                                      |                                                                        |
| 7-9-2021                                                               | Vienna                                                                 | Austria                                                                | 0 – 1                                                                  | Scozia                                                                 | Qual. Mondiali 2022                                                    | -                                                                      |                                                                        |
| 12-11-2021                                                             | Klagenfurt am Wörthersee                                               | Austria                                                                | 4 – 2                                                                  | Israele                                                                | Qual. Mondiali 2022                                                    | 1                                                                      | 89’                                                                    |
| 15-11-2021                                                             | Klagenfurt am Wörthersee                                               | Austria                                                                | 4 – 1                                                                  | Moldavia                                                               | Qual. Mondiali 2022                                                    | 2                                                                      | Cap.                                                                   |
| 24-3-2022                                                              | Cardiff                                                                | Galles                                                                 | 2 – 1                                                                  | Austria                                                                | Qual. Mondiali 2022                                                    | -                                                                      |                                                                        |
| 29-3-2022                                                              | Vienna                                                                 | Austria                                                                | 2 – 2                                                                  | Scozia                                                                 | Amichevole                                                             | -                                                                      |                                                                        |
| 3-6-2022                                                               | Osijek                                                                 | Croazia                                                                | 0 – 3                                                                  | Austria                                                                | UEFA Nations League 2022-2023 - 1º turno                               | 1                                                                      | Cap. 46’                                                               |
| 6-6-2022                                                               | Vienna                                                                 | Austria                                                                | 1 – 2                                                                  | Danimarca                                                              | UEFA Nations League 2022-2023 - 1º turno                               | -                                                                      | 46’                                                                    |
| 10-6-2022                                                              | Vienna                                                                 | Austria                                                                | 1 – 1                                                                  | Francia                                                                | UEFA Nations League 2022-2023 - 1º turno                               | -                                                                      | 64’                                                                    |
| 13-6-2022                                                              | Copenaghen                                                             | Danimarca                                                              | 2 – 0                                                                  | Austria                                                                | UEFA Nations League 2022-2023 - 1º turno                               | -                                                                      | 65’                                                                    |
| 22-9-2022                                                              | Saint-Denis                                                            | Francia                                                                | 2 – 0                                                                  | Austria                                                                | UEFA Nations League 2022-2023 - 1º turno                               | -                                                                      | 64’                                                                    |
| 25-9-2022                                                              | Vienna                                                                 | Austria                                                                | 1 – 3                                                                  | Croazia                                                                | UEFA Nations League 2022-2023 - 1º turno                               | -                                                                      | 63’                                                                    |
| 16-11-2022                                                             | Malaga                                                                 | Andorra                                                                | 0 – 1                                                                  | Austria                                                                | Amichevole                                                             | 1                                                                      | 46’                                                                    |
| 20-11-2022                                                             | Vienna                                                                 | Austria                                                                | 2 – 0                                                                  | Italia                                                                 | Amichevole                                                             | -                                                                      | 72’                                                                    |
| 17-6-2023                                                              | Bruxelles                                                              | Belgio                                                                 | 1 – 1                                                                  | Austria                                                                | Qual. Euro 2024                                                        | -                                                                      | 60’                                                                    |
| 20-6-2023                                                              | Vienna                                                                 | Austria                                                                | 2 – 0                                                                  | Svezia                                                                 | Qual. Euro 2024                                                        | -                                                                      | 46’                                                                    |
| 7-9-2023                                                               | Linz                                                                   | Austria                                                                | 1 – 1                                                                  | Moldavia                                                               | Amichevole                                                             | -                                                                      | 46’ 90+1’                                                              |
| 12-9-2023                                                              | Solna                                                                  | Svezia                                                                 | 1 – 3                                                                  | Austria                                                                | Qual. Euro 2024                                                        | 2                                                                      | 72’                                                                    |
| 16-11-2023                                                             | Tallinn                                                                | Estonia                                                                | 0 – 2                                                                  | Austria                                                                | Qual. Euro 2024                                                        | -                                                                      | 46’                                                                    |
| 4-6-2024                                                               | Vienna                                                                 | Austria                                                                | 2 – 1                                                                  | Serbia                                                                 | Amichevole                                                             | -                                                                      | Cap. 7’ 46’                                                            |
| 17-6-2024                                                              | Düsseldorf                                                             | Austria                                                                | 0 – 1                                                                  | Francia                                                                | Euro 2024 - 1º turno                                                   | -                                                                      | 59’                                                                    |
| 21-6-2024                                                              | Berlino                                                                | Polonia                                                                | 1 – 3                                                                  | Austria                                                                | Euro 2024 - 1º turno                                                   | 1                                                                      | Cap. 70’ 81’                                                           |
| 25-6-2024                                                              | Berlino                                                                | Paesi Bassi                                                            | 2 – 3                                                                  | Austria                                                                | Euro 2024 - 1º turno                                                   | -                                                                      | Cap. 78’                                                               |
| 2-7-2024                                                               | Lipsia                                                                 | Austria                                                                | 1 – 2                                                                  | Turchia                                                                | Euro 2024 - Ottavi di finale                                           | -                                                                      | Cap.                                                                   |
| 6-9-2024                                                               | Lubiana                                                                | Slovenia                                                               | 1 – 1                                                                  | Austria                                                                | UEFA Nations League 2024-2025 - 1º turno                               | -                                                                      | Cap. 82’                                                               |
| 9-9-2024                                                               | Oslo                                                                   | Norvegia                                                               | 2 – 1                                                                  | Austria                                                                | UEFA Nations League 2024-2025 - 1º turno                               | -                                                                      | 78’                                                                    |
| 10-10-2024                                                             | Linz                                                                   | Austria                                                                | 4 – 0                                                                  | Kazakistan                                                             | UEFA Nations League 2024-2025 - 1º turno                               | -                                                                      | 62’                                                                    |
| 13-10-2024                                                             | Linz                                                                   | Austria                                                                | 5 – 1                                                                  | Norvegia                                                               | UEFA Nations League 2024-2025 - 1º turno                               | 2                                                                      | Cap. 69’                                                               |
| 17-11-2024                                                             | Vienna                                                                 | Austria                                                                | 1 – 1                                                                  | Slovenia                                                               | UEFA Nations League 2024-2025 - 1º turno                               | -                                                                      | Cap. 90’                                                               |
| 20-3-2025                                                              | Vienna                                                                 | Austria                                                                | 1 – 1                                                                  | Serbia                                                                 | UEFA Nations League 2024-2025 - Play-off                               | -                                                                      |                                                                        |
| 23-3-2025                                                              | Belgrado                                                               | Serbia                                                                 | 2 – 0                                                                  | Austria                                                                | UEFA Nations League 2024-2025 - Play-off                               | -                                                                      | 46’                                                                    |
| 7-6-2025                                                               | Vienna                                                                 | Austria                                                                | 2 – 1                                                                  | Romania                                                                | Qual. Mondiali 2026                                                    | -                                                                      | 61’                                                                    |
| 10-6-2025                                                              | Serravalle                                                             | San Marino                                                             | 0 – 4                                                                  | Austria                                                                | Qual. Mondiali 2026                                                    | 2                                                                      | Cap.                                                                   |
| Totale                                                                 |                                                                        | Presenze (1º posto)                                                    | 125                                                                    |                                                                        | Reti (2º posto)                                                        | 41                                                                     |                                                                        |

## Palmarès

### Club

#### Competizioni nazionali
- Campionato italiano: 2

Inter: 2009-2010, 2023-2024
- Supercoppa italiana: 1

Inter: 2023
- Coppa Italia: 1

Inter: 2009-2010

#### Competizioni internazionali
- UEFA Champions League: 1

Inter: 2009-2010

### Individuale
- Calciatore austriaco dell'anno: 1

2018